# ビッグドラム
ビッグドラム（BIG DRUM）は、日立製作所のグループ会社である日立グローバルライフソリューションズ（旧・日立アプライアンス）が2006年に開発し、現在も発売されているドラム式洗濯乾燥機のブランドネームである。

## 概要
ドラム式洗濯乾燥機の人気が高まる中で、さまざまな不満点も持ち上がっていた。そこで日立はドラムを大型サイズにすることで洗浄力を上げ、節電・節水の機能を最重視する他社との差別化を図った。

## 設計
ドラム式では衣類を下から上へ持ち上げ、落差を利用してたたき洗いをおこなうが、ドラム直径が大きい分だけ落差が大きくなるため、ドラム式の原理上、洗浄力を向上させることに成功した。また、空間が広いために乾燥運転時でも衣類の重なりが少なく、効率よく乾燥させることができる。ドラムが大きくなった分、本体の奥行きはわずか60cm、ドラム自体の奥行きも29cmと浅く設計している。また、運転時の振動を抑えるため、日立独自の低振動技術を新たに開発している。
ツインアクションサス
1本のダンパーでドラム回転起動時に発生する大きな振動も定常回転時に発生する小さな振動も、サスペンションの硬度を適度に変化させることで抑える。日立が長年培ってきた自動車用サスペンションの技術を応用している。
5重流体バランサー
衣類の偏りなどでアンバランスになった時に、中の液体が偏りとは反対側に移動することで振動を抑制する。この流体バランサーを内部5重構造にすることで、バランス精度を向上させている。なお、幅スリムタイプは4重流体バランサーとなる。
ダブル振動センサー
ドラムの前後に取り付けられたセンサーにより振動の大きさや方向を正確に検知することで、脱水起動時の成功を高め、ドラム回転数を制御する。
これら3つの技術により、低騒音も実現している。
2007年モデルからは、さらにドラム回転駆動モーターに「Neo56DDモーター」を新たに搭載した。このモーターはネオジム磁石を56極配置し、磁極ピッチを細かくしてトルク稼動を小さくすることで、回転制度と滑らかさを向上して高速脱水を可能にした。
2009年モデルでは、洗い工程での低速回転時と脱水工程での高速回転時で2つの回路を切り替えて運転できる「2ステージDDモーター」を新搭載。さらに「ダブル振動センサー」が進化し、前後・左右・上下の複雑な振動形態を検知する「3D加速度センサー」を採用した。
2010年モデルのBD-V5300/V7300では、ツインアクションサスの支柱部に高減衰制振ラバーを追加。3D加速度センサーと相まってドラム槽の大型化によって大きくなった振動量を抑制したことで、本体幅を据え置いたままのドラム槽の大型化を可能にした。

## 主な機能

### 湯効利用（ゆうこうりよう）
当機種は縦型タイプのビートウォッシュに採用されている「湯サイクルエンジン」を初代モデルから搭載する。「湯サイクルエンジン」は世界初の「洗乾お湯取りポンプ」が内蔵されており、乾燥行程でも風呂水を用いることで水道水使用量を20Lに抑えることができる。
2008年モデルの「ヒートリサイクル 風アイロン ビッグドラム」では、新たに搭載された「循環オートシャワー」等により節水性能か向上され、水道水使用量が7Lまで削減された。
なお、この「湯サイクルエンジン」は2009年モデルが最後となり、2010年モデル以降は非搭載となった。

### ヒートリサイクル乾燥
2008年モデルの「ヒートリサイクル 風アイロン ビッグドラム」は、モーターやヒーター等から発生した熱エネルギー、ジェットファンモーターから発生する熱や空気の圧縮熱、ドラムが振動する際に発生した熱を回収し、乾燥時の温風に再利用する世界初の技術「ヒートリサイクル乾燥」を搭載し、ヒートポンプ方式に匹敵する省エネ性能とCO2排出量の削減を実現。また、冷媒が無く、廃棄時にフロンガスを回収する必要がないため、製品ライフサイクルを通じて地球環境に配慮している。
2009年モデルでは乾燥風路の設計が見直され、空気の熱を取り込む「エコフラップ（開閉式吸気口）」も改良された。
2021年モデルからは全モデル非搭載となった。

### らくメンテ
2022年モデル（SGを除く）から搭載された機能で、従来のドラム式洗濯乾燥機では上面（乾燥）と正面左下（糸くず）の2か所あったフィルターを大容量化された糸くずフィルター1か所に集約。乾燥運転後のホコリや糸くずは次回の洗濯運転時に行われる自動おそうじ機能によって洗い流され、糸くずフィルターに捕集される。これにより、乾燥運転後の度に必要だった乾燥フィルターの清掃が不要となり、糸くずフィルターを手入れする頻度を減らすことが可能となった。

## 機種一覧

### 2006年モデル
カラーラインナップはプラチナ、ガーネット、シャンパンの3色展開であった。
- BD-V1（2006年11月発売・洗濯容量9kg/乾燥容量7kg）

### 2007年モデル
初代モデルBD-V1の機能を引き継ぐ「ダイナミック高洗浄 ビッグドラム（BD-V2/V2R）」に加え、「ジェットファンモーター」で発生させた高速風を「ジェットノズル」でさらに加速化し、時速約360kmの高速風を衣類に吹きかけてシワを伸ばす世界初の「風アイロン」機能を搭載した高機能タイプの「風アイロン ビッグドラム（BD-V2000/V2000R）」を追加して2機種となった。また、2機種共に左開きタイプに加え、右開きタイプを設定した。
カラーラインナップはBD-V2は新規色のライトグレーとライトベージュの2色、BD-V2000はガーネットに替わって新規色の茶系のショコラを追加し、BD-V1から継続のプラチナ、シャンパンを合わせた3色展開となった。なお、右開きタイプは各1色ずつとなり、BD-V2Rはライトベージュのみ、BD-V2000Rはシャンパンのみとなる。
- BD-V2/V2R（2007年10月発売・洗濯容量9kg/乾燥容量7kg）
- BD-V2000/V2000R（2007年10月発売・洗濯容量9kg/乾燥容量7kg）

### 2008年モデル
高機能タイプの「ヒートリサイクル 風アイロン ビッグドラム」2機種とベーシックモデルの「ビッグドラム」1機種の計3機種とラインナップを増やした。特に「ヒートリサイクル 風アイロン ビッグドラム」では一回り大きくなった「ビッグドラム61（直径61cm・容積82L）」になり、BD-V3100は洗濯容量10kgとなった。風アイロン機能も進化し、3kgまでの衣類ならアイロンなしでもシワが伸ばせ、BD-V3100はスチームアイロン機能（容量は1kgまで）も追加された。また、使い方などを音声で知らせる「おしえてボタン」も新たに搭載された。一方、ベーシックモデルの「ビッグドラム」は初代モデル及び2代目モデルのBD-V2の流れを継承して奥行60cmの薄型ボディとし、大きめの文字を採用した操作パネルを搭載する。また、シリーズ全品取扱い説明DVDが付く。
カラーラインナップは機種によって異なる展開となり、BD-V1100は新規色のピュアホワイトのみ、BD-V2100はBD-V2のカラーラインナップを踏襲。BD-V3100はBD-V2000のカラーラインナップからショコラを廃止し、シャンパンとプラチナの2色展開となった。
- BD-V1100L/V1100R（2008年10月発売・洗濯容量9kg/乾燥容量6kg[たっぷりコース選択時7kg]）
- BD-V2100L/V2100R（2008年10月発売・洗濯容量9kg/乾燥容量6kg[たっぷりコース選択時7kg]）
- BD-V3100L/V3100R（2008年10月発売・洗濯容量10kg/乾燥容量6kg[たっぷりコース選択時7.5kg]）

### 2009年モデル
「ヒートリサイクル 風アイロン ビッグドラム」において風アイロン機能を改良。風速を約300km/hに落とし、乾燥工程で使用するヒーターの発熱量を低減し、衣類の温度を約60℃以下に抑えた低温乾燥を新たに採用したことで熱に弱い箇所（カットソーの袖口など）の縮みや変形を抑えながら仕上げる。また、「3D加速度センサー」と「布量センサー」が衣類の質や量を検知し、「回転数センサー」でドラムの回転速度をコントロールしてたたき洗いの効果を最大限に発揮する「センサービッグドラム洗浄」を新たに搭載し、槽内側にダイヤ形状の突起をつけた「クロスカット槽」を採用。さらに、「2way循環ポンプ」で濃縮された洗剤液を効果的に振りかけながら洗う「循環ダブルシャワー」を搭載し洗浄力を向上。また、本体上部に搭載された「リニアモーションメカ」で後ろに傾いた外槽とドラムを乾燥時に最適な角度に起して衣類を効率よく入れ替えてシワや乾燥むらを押さえる「ドラム姿勢制御」も搭載された。BD-V3200の操作パネルは大きくて見やすい「大型ホワイト液晶」を搭載（BD-V2200はオレンジLED表示の操作パネルを搭載）。また、豊富なコースとオレンジLED表示の操作パネルを搭載した薄型ベーシックモデルの「ビッグドラム」も継続ラインナップする。
カラーラインナップは最上位機種のBD-V3200はプラチナに替わって白系のパールホワイトを設定（シャンパンは継続設定）。BD-V1200とBD-V2200はBD-V1100及びBD-V2100のカラーラインナップを踏襲する。
- BD-V1200L/V1200R（2009年10月発売・洗濯容量9kg/乾燥容量6kg[たっぷりコース選択時7kg]）
- BD-V2200L/V2200R（2009年10月発売・洗濯容量9kg/乾燥容量6kg[たっぷりコース選択時7kg]）
- BD-V3200L/V3200R（2009年10月発売・洗濯容量10kg/乾燥容量6kg[たっぷりコース選択時7.5kg]）

### 2010年モデル
「ヒートリサイクル 風アイロン ビッグドラム」は従来機種よりも大きくなったドラム直径約63cm（ドラム式洗濯乾燥機では最大クラス）の「ビッグドラム63」を採用。通常、ドラム直径を大きくする場合、振動量が大きくなるとともに、外槽が本体側板に接触しやすく、騒音の原因となるため、本体幅を大きくする必要があるが、低振動化技術の採用で振動を抑制した為、本体幅は従来と同じ69.5cmに据え置くことができた。風アイロン機能ではドラム槽の大型化に加え、ドラム槽の内側に設けられた「アシストリフター」の追加により、仕上がり性能が向上された。また、2010年モデル「ビートウォッシュ」の最上位モデル（BW-D9LV）に採用した水の硬度・水温・布質・布量を検知し洗剤量表示・洗濯時間・使用水量・水位設定をコントロールすることでランニングコストの低減に寄与する「[eco]水センサー」も搭載された。さらに脱水時の回転数が選べる「脱水/乾き具合」ボタンも新設。衣類や用途に応じて高速回転の「しっかり（部屋干し脱水:1,200回転/分）」や低速回転の「弱め（ソフト脱水:700回転/分）」を選ぶことが出来る他、部屋干し脱水「しっかり」と乾燥15分コースを組み合わせることで化繊混紡シャツ1枚なら15分の乾燥でそのまま着ることもできる。また、奥行60cmの薄型設計やオレンジLED表示の操作パネルを搭載したベーシックタイプの「ビッグドラム」も継続ラインナップするほか、「ヒートリサイクル 風アイロン ビッグドラム」にはこの代から一部販売店限定で、「[eco]水センサー」非搭載、設定時間をデジタル数字表示としたスタンダードタイプのBD-V3300Lが新設された（一部販売店限定モデルは日立の製品情報ページには掲載されていない）。
カラーラインナップはBD-V7300が前機種のBD-V3200に設定されていたシャンパンからパールシャンパンに変更した点（パールホワイトは継続設定）を除き、BD-V1300はBD-V1200、BD-V5300はBD-V2200のカラーラインナップをそれぞれ踏襲する。
- BD-V1300L/V1300R（2010年10月発売・洗濯容量9kg/乾燥容量6kg[たっぷりコース選択時7kg]）
- BD-V3300L（2010年10月発売・洗濯容量9kg/乾燥容量6kg[たっぷりコース選択時7kg]）
- BD-V5300L/V5300R（2010年10月発売・洗濯容量9kg/乾燥容量6kg[たっぷりコース選択時7kg]）
- BD-V7300L/V7300R（2010年10月発売・洗濯容量10kg/乾燥容量6kg[たっぷりコース選択時7.5kg]）

### 2011年モデル
「ヒートリサイクル風アイロン ビッグドラム（BD-V5400/V9400）」は2011年モデルの「ビートウォッシュ（BW-D8MV/D9MV）」同様に、自動おそうじ機能を搭載。「ビッグドラム」の自動おそうじ機能は最終すすぎの際にドラムを高速回転させると同時に上部に設けられた16ヶ所の穴から水道水でシャワーを出し、外槽前カバーの裏側とドラム前部の汚れを洗浄。洗浄したシャワーの水は外槽底部にためられ、ためた水を利用してドラムを高速回転させてドラム外側と外槽内側の汚れを洗浄する。工場出荷時はオフ設定になっているが、操作パネルにある「自動おそうじボタン」を押して1度設定しておけば一部のコース（毛布、ドライ、消臭・除菌、槽洗浄、槽乾燥）を除き毎回自動で作動する。また、以前から搭載されている風アイロン機能とヒートリサイクル乾燥を組み合わせた「ヒーターレス節電乾燥」を新搭載。運転時に発生する熱を回収し、その熱を約300km/hの高速風で衣類に吹き付ける為、洗濯～乾燥6kgまで、乾燥のみ3kgまでならヒーターを使わなくても乾燥でき、消費電力量の低減（洗濯乾燥6kgの場合、約890Wh→約850Wh）とピーク電力の大幅な削減（洗濯乾燥6kgの場合、1300W→490W）を実現した（「節電コース」は運転時間が「標準コース」よりも約75分長くなる）。「センサービッグドラム洗浄」も改良され、従来は左右両側から振りかけていたシャワーを高い位置から1本のシャワーでワイドに振りかける「循環ワイドシャワー」を採用したことで洗剤液の散布幅を約1.4倍に拡大、「[eco]水センサー」システムも新たにすすぎ具合や脱水具合も検知できるようになり、すすぎや脱水が十分な場合には設定時間よりも短くすることでランニングコストの低減に寄与した。また、2011年モデルでは直径約63cmの「直径ビッグ槽」を採用した本体幅73.5cmの「ヒートリサイクル風アイロン ビッグドラム」に加え、直径約53cm・奥行約39cm・容積約75Lの「奥行ビッグ槽」を採用したことで設置性を高めた本体幅63cmの「ヒートリサイクル風アイロン ビッグドラム スリム（BD-S7400）」を新設。「自動おそうじ機能」や「ヒーターレス節電乾燥」など2011年モデル「ビッグドラム」の主要機能をすべて備えているほか、洗剤投入口（洗剤ケースは外して丸洗い可能）や乾燥フィルターを上面に配置、大型ホワイト液晶を備えるなど、使い勝手も向上されている。一部販売店限定モデルのBD-V3400Lは2010年モデルから採用している「脱水/乾き具合」ボタンを新設し、脱水時の回転数を選べるようになった。また、ベーシックモデルの「ビックドラム」も引き続き設定される。なお、2010年モデルまで全機種設定された「たっぷりコース」はこの代から廃止された。
カラーラインナップはBD-V9400はBD-V7300のパールシャンパンから2年ぶりにシャンパンに戻り（パールホワイトは継続設定）、BD-V1400はBD-V1300、BD-V5400はBD-V5300のカラーバリエーションをそれぞれ踏襲する。新設定のBD-V7400はBD-V9400と同じカラーバリエーション（シャンパン、パールホワイト）に、黒系の新規色メタリックブラックを加えた3色展開（右開きタイプのBD-S7400RはBD-V9400R同様、シャンパン1色のみ）である。
- BD-V1400L/V1400R（2011年10月発売・洗濯容量9kg/乾燥容量6kg）
- BD-V3400L（2011年10月発売・洗濯容量9kg/乾燥容量6kg）
- BD-V5400L/V5400R（2011年10月発売・洗濯容量9kg/乾燥容量6kg）
- BD-S7400L/S7400R（2011年10月発売・洗濯容量9kg/乾燥容量6kg）
- BD-V9400L/V9400R（2011年10月発売・洗濯容量10kg/乾燥容量6kg）

### 2012年モデル
継続搭載している「自動おそうじ」に加え、洗濯乾燥機「ビートウォッシュ」の2012年モデル同様、屈曲性と耐洗剤性を保ちながらホース内側の凹凸をなくした抗菌剤入りの「内面フラットホース」を採用し、ホース内に排水や汚れを残りにくくした。また、「ビートウォッシュ」のBW-D9PV同様、「内面フラットホース」を採用できない一部の内部配管は循環ポンプで水を循環させることで汚れを残さないように工夫されているほか、「風アイロン」機能の高速風を利用し、排水ホース内に残った水を追い出すことで排水ホースをいっそう汚れにくくした。独自の「ヒートリサイクル乾燥」方式は「エコフラップ」の押しつける力を強くしたことで乾燥経路の密封性を高め、本体内にたまった空気の回転効率を上げたことで洗濯乾燥時の消費電力量を低減（約890kWh→約840kWh）。「[eco]水センサー」システムには洗剤センシングを新たに追加し、洗剤溶かし時にすすぎやすさを検知し、濃縮液体洗剤などすすぎやすい場合にはすすぎ回数を自動で減らすことで節水や節電に寄与する。また、固定だった洗剤溶かし時間を水温や洗剤の種類に応じて変化するようにし、さらに、給水と交互に行っていた動作を給水と動作の同時進行に変えたことで定格洗濯時間を6分短縮（38分→32分）しつつ、洗濯中のドラム回転頻度を20%増やしたことで洗浄効果を高めた。ヒーターを使わずに乾燥できる「ヒーターレス節電乾燥」には、ドラム回転を行わないことで、ぬいぐるみや上履きなど0.4kgまでの熱に弱いものを乾燥できる「節電静止乾燥コース」を新設した。なお、大容量サイズの最上級機種BD-V9500に加え、BD-V9500の主要機能を備えた「奥行ビッグ槽」採用の本体幅60cmのスリムモデル「ビッグドラムスリム」BD-S7500、オレンジ表示の操作パネルを採用した9kgスタンダードモデルのBD-V5500、一部販売店限定モデルのBD-V3500L、薄型設計のベーシックモデル「ビッグドラム」BD-V1500の4機種も併せて設定される。
カラーバリエーションは2011年モデルのカラーバリエーションを踏襲する。
- BD-V1500L/V1500R（2012年12月発売・洗濯容量9kg/乾燥容量6kg）
- BD-V3500L（2012年10月発売・洗濯容量9kg/乾燥容量6kg）
- BD-V5500L/V5500R（2012年10月発売・洗濯容量9kg/乾燥容量6kg）
- BD-S7500L/S7500R（2012年10月発売・洗濯容量9kg/乾燥容量6kg）
- BD-V9500L/V9500R（2012年10月発売・洗濯容量10kg/乾燥容量6kg）

### 2013年モデル
ドラム式の弱点であったごわつきや黒ずみを抑えるため、新しい洗浄方式「ナイアガラ洗浄（後述のBD-V3600Lを除く）」を採用。この方式は高速回転させたドラムによって押し当てられた衣類に、新たに搭載された強力循環ポンプによって最大流量約60L（2012モデルBD-V9500の約3倍）を実現した大流量シャワー「ナイアガラ循環シャワー」を衣類にかけて高濃度洗浄液を勢いよく通過させる「押し洗い」を行うことでたたき洗いの時間を短縮し、たっぷりの洗剤液を含ませて洗うことでごわつきや黒ずみを抑えながら洗い上げる。なお、洗濯時の使用水量は2012年モデルのBD-V9500より約6L増加されて72Lとなったがた節水性能は維持されている。さらに、通常よりも4L少ない68Lで洗える「節水」コースが設定された。「スチームアイロン」機能も改良され、ワイシャツ2枚程度なら10分に高速化。高濃度洗剤液をふりかけた衣類に温風を吹きかけることで洗剤を活性化してより高い洗浄力を発揮する「ホット高洗浄」は利便性を高め、一度設定をしておくだけで、センサーが水温を感知して13℃以下の時は自動で「ホット高洗浄」を作動させる「センサーホット高洗浄」に進化した（任意設定の「ホット高洗浄」も継続搭載）。ラインナップには本体幅60cmのスリムモデル「ヒートリサイクル 風アイロン ビックドラム スリム」に10kgタイプを追加。本タイプには5インチの液晶タッチパネルを搭載し、コースの設定は最初に洗濯・洗濯乾燥・乾燥の3つのモードボタンのみが表示され、次に、選んだモードに応じたコースのみが表示されるコースボタンで設定。運転時間の設定は一覧表示によりダイレクトで設定できる。また、詳細な使い方やエラー時の対処法、手入れの仕方がイラスト入りで表示される。自動おそうじなどの設定状況は液晶画面上部に配置されたLED表示で確認できる。このほか、9kgタイプのBD-V5600、スリム9kgタイプのBD-S8600、一部販売店限定の9kgベーシックタイプのBD-V3600Lも設定される。全機種、すすぎ1回推奨洗剤に対応した「すすぎ1回」コース（洗濯・洗濯乾燥時のみ有効）や「節電」コース、「ナイト」コース（洗濯乾燥・乾燥時のみ有効）を新設した。なお、2012年モデルまで設定されていたベーシックモデルは「ヒートリサイクル 風アイロン ビッグドラム」の一部販売店向けスタンダードモデルに吸収統合される形で廃止した。
カラーバリエーションはBD-V5600はライトグレーのみに、BD-S8600はライトベージュとピュアホワイトの2色展開（右開きタイプのBD-S8600Rはライトベージュのみ）にそれぞれ変更。BD-V9600はBD-V9500のカラーバリエーションを継承する。新機種のBD-ST9600は紫系の新規色マグノリアとパールホワイトの2色展開である。
- BD-V3600L（2013年10月発売・洗濯容量9kg/乾燥容量6kg）
- BD-V5600L/V5600R（2013年10月発売・洗濯容量9kg/乾燥容量6kg）
- BD-S8600L/S8600R（2013年10月発売・洗濯容量9kg/乾燥容量6kg）
- BD-V9600L/V9600R（2013年10月発売・洗濯容量10kg/乾燥容量6kg）
- BD-ST9600L/ST9600R（2013年11月発売・洗濯容量10kg/乾燥容量6kg）

### 2014年モデル
10kgモデル（「ヒートリサイクル風アイロン ビッグドラム」BD-V9700及び「ヒートリサイクル風アイロン ビッグドラム スリム」全機種）は2013年モデルで採用された「ナイアガラ洗浄」を改良。強力循環ポンプを新型に変更したことで最大流量を約80L/分（BD-V9500の約4倍、BD-V5700を除く）に増やして大流量化し、これまでの「たたき洗い」・「おし洗い」にドラムを反転させて衣類を小刻みに動かす「もみ洗い」を加えた3つの洗い方を組み合わせることで「たたき洗い」の時間をさらに短縮。その際、少ない水で効率よく循環させるため、外槽下部に大型貯水部を新たに設けた。さらに、約60℃の高速温風と約35℃に温めたミスト（洗濯行程内の給水の一部を利用）を間欠に約30回吹き付け、衣類を温めることで汚れを落としやすくし、洗剤の酵素パワーを活性化させる「温風ミストシャワー」を新搭載した（「温風ミストシャワー」作動時は運転時間が33分延び、消費電力量が490Wh増える）。「風アイロン」はエコフラップの空き角度を変える湿度コントロール機能を加えて改良された。
なお、「ヒートリサイクル風アイロン ビッグドラム」の9kgモデルであるBD-V5700は「ナイアガラ洗浄」の最大流量を約40L/分に変更している。また、一部販売店限定モデルのBD-V3700Lは操作パネルに備わっていた洗剤量(目安)表示のアイコン表示が廃止され、デジタル表示の洗剤量(目安)表示が4段階から5段階となった。
カラーラインナップはBD-V5700はピュアホワイトに変更。BD-V9700はパールホワイトに替わってシルバーを新たに設定（シャンパンは継続設定）。BD-ST9700はカラーラインナップを刷新し、BD-V9700と同じシャンパンとシルバー（右開きタイプのBD-ST9700Rはシルバーのみ）となった。BD-S8700はBD-S8600のカラーラインナップを踏襲する。
- BD-V3700L（2014年8月発売・洗濯容量9kg/乾燥容量6kg）
- BD-V5700L/V5700R（2014年9月発売・洗濯容量9kg/乾燥容量6kg）
- BD-S8700L/S8700R（2014年9月発売・洗濯容量10kg/乾燥容量6kg）
- BD-V9700L/V9700R（2014年9月発売・洗濯容量10kg/乾燥容量6kg）
- BD-ST9700L/ST9700R（2014年9月発売・洗濯容量9kg/乾燥容量6kg）

### 2015年モデル
「ヒートリサイクル 風アイロン ビッグドラム」のBD-V9800Lと「ヒートリサイクル 風アイロン ビッグドラム スリム」には全自動洗濯機・縦型洗濯乾燥機「ビートウォッシュ」の2015年モデルに採用した「ナイアガラすすぎ」を搭載。「ビッグドラム」の「ナイアガラすすぎ」は回転すすぎとためすすぎのタイミングで「水道水シャワー」と2014年モデルから採用している最大流量約80L/分の「ナイアガラ循環シャワー」を組み合わせた「大流量Wシャワー」によるたっぷりの水で衣類を通過させて衣類に潜んだ洗剤を落とし、槽内の穴数を増やしたドラムを約1,200回転/分の高速回転で強い遠心力を生み出し、水分と一緒に洗剤を飛ばすことで「標準コース」時よりも高いすすぎ性能を実現した（なお、洗濯11kg時の「標準コース」に比べて、使用水量は72L、消費電力量は29Wh、洗濯時間は23分増える）。また、既搭載の「ナイアガラ洗浄」には、高濃度洗剤液を高速の温風で温め、ミスト状にしてドラム槽内に吹きつける「温水ミストポンプ」を採用した「温水ナイアガラ洗浄」を搭載。衣類についてしまった黄ばみまで落とす90分コースと皮脂汚れを落として黄ばみを予防する30分コースの2種類を設定している（いずれのコースも容量の上限があり、時間と消費電力量が追加される。また、90分コース設定時は水量が18L追加されるほか、粉末合成洗剤を通常の2倍量投入する）。さらに、ドラム奥側の底板を薄型化と高剛性化を両立した新形状に変更するとともに、ドラムの直径を4mmアップしたことで、本体サイズを据え置いたままでドラム式洗濯乾燥機で初めて洗濯容量11kgを実現。大容量化に合わせて衣類を持ち上げるリフターの形状変更も行ったことで「風アイロン」の仕上がりを向上した。新コースとして、いずれも6kg時で、洗濯なら約20分、洗濯～乾燥時なら約98分で完了する「おいそぎコース」と、「温水ナイアガラ洗浄」に用いる「温水ミストポンプ」を活用し、最終すすぎの段階で柔軟剤を高濃度な状態で温風吹き出し口まで送って衣類に吹きつける工程を追加することで柔軟剤の香りをしっかり残しながら洗う「香りコース」を新設した。
「ヒートリサイクル 風アイロン ビッグドラム」のスタンダードモデルであるBD-V5800についても洗濯容量を10kgに大容量化。さらに、「ヒートリサイクル 風アイロン ビッグドラム スリム」には「風アイロン」と「自動おそうじ」を搭載した10kgのベーシックモデルBD-S3800を新設した。 
カラーバリエーションはBD-S8800はピュアホワイトに替わって2013年モデルのBD-V5600採用色のライトグレーを追加（ライトベージュは継続設定）。それ以外の機種は2014年モデルのBD-V5700/V9700/ST9700からカラーバリエーションを踏襲する。新機種となるBD-S3800はピュアホワイトのみが設定される。
- BD-S3800L（2015年9月発売・洗濯容量10kg/乾燥容量6kg）
- BD-V5800L/V5800R（2015年9月発売・洗濯容量10kg/乾燥容量6kg）
- BD-S8800L/S8800R（2015年9月発売・洗濯容量11kg/乾燥容量6kg）
- BD-V9800L/V9800R（2015年9月発売・洗濯容量11kg/乾燥容量6kg）
- BD-ST9800L/ST9800R（2015年9月発売・洗濯容量11kg/乾燥容量6kg）

### 2016年モデル
2016年モデルは幅スリムタイプからモデルチェンジし、遅れて奥行スリムタイプもモデルチェンジした。「ビートウォッシュ」の2016年モデル同様に品番が一新されており、BD-S3800L後継のBD-SG100AL、BD-V5800後継のBD-NV110A、BD-S8800後継のBD-SV110A、BD-V9800後継のBD-NX120Aの4機種となった。なお、本モデルから幅スリムタイプも「ビッグドラム」の愛称となった。
BD-NX120AとBD-NV110Aはドラム直径約61cm・容積約85Lの新型ドラム槽を採用し、でっぱりが小さく、2015年モデルのBD-V5800/V9800と同じ本体奥行となる約62cmに抑えた新デザインに刷新。特に、最上位モデルのBD-NX120Aは国内家庭用ドラム式洗濯乾燥機で初の洗濯容量12kgに大容量化。これにより、「毛布」コースは洗濯容量の上限をBD-V9800比1kgアップの6kg、洗濯～乾燥容量の上限をBD-V9800比0.6kgアップの3.6kgとなったことで、洗濯運転の場合、1枚1.5kg以下の薄手のシングル毛布なら4枚、1枚0.4kg以下のレースのカーテンなら14枚と大物のまとめ洗いが可能となり、2015年モデルのBD-V9800ではできなかった重さ1.4kg以下の羽毛布団の洗濯～乾燥運転も可能となった。また、コースが拡充され、通常の洗濯運転を行った後に温風加熱とすすぎを行う「ダニ対策」コース（容量3kgまで）、洗濯槽クリーナーを35度に温めて2時間で素早く洗浄する「温水槽洗浄」コース、標準コース時よりも1kg多い7kgの衣類を洗濯～乾燥まで行い、乾燥時に標準コースよりも高い温度で乾燥させる「洗乾たっぷり7kg」コースを追加した。
BD-NX120A/NV110A/SV110Aの3機種においては「風アイロン」を改良し、衣類を蒸らしながら乾燥することで袖のシワなどを伸ばす「湿度コントロール」作動中のドラムの回転数や回転制御の最適化を行い、衣類の入れ替えを促進したことで、BD-S8800/V9800の衣類3.5kg乾燥時と同等の仕上がりを4kgで実現した。また、「ナイアガラ循環シャワー」に前後の動きを加えたことで、「ナイアガラ洗浄」は高濃度洗剤液を広範囲にすばやくふりかけられるようになり、「ナイアガラすすぎ」は新方式への変更に伴って行程を変更したことで使用水量と運転時間を低減（BD-S8800/V9800に比べ、使用水量を15L低減し、運転時間を5分短縮）し、BD-SV110Aは消費電力量もBD-S8800に比べて22kW低減した。さらに、縦型洗濯乾燥機「ビートウォッシュ」の2016年モデル同様に、温風を吹き付けながら衣類をほぐす「温風ほぐし脱水」を新たに搭載し、新コースとして「デリケート」コースを追加。糸くずフィルターをくし形状に変更した。操作パネルも刷新し、コース関係のボタンやドアロックボタン、スタート/一時停止ボタン(これっきりボタン)を右側に、時間や機能設定を左側に配置し、自動おそうじ・温め自動・ナイアガラすすぎ・温風ほぐしの設定と残り時間表示を上段に、洗い/脱水/乾燥時間・すすぎ回数や温水ミスト・脱水/乾き具合・お湯取の設定・予約を下段にそれぞれエリア分けした。なお、BD-NX120Aは温水ミスト時間・洗い時間・すすぎ回数・脱水時間・乾燥時間がデジタル数字表示となる。
カラーバリエーションはBD-NX120AはBD-V9800に設定されていたシルバーに替わってホワイトを追加（シャンパンは継続設定）し、BD-SV110AはBD-NX120Aと同一のカラーラインナップとなった。BD-NV110AとBD-SG100ALはホワイトのみの設定となる。
- BD-SG100AL（2016年9月発売・洗濯容量10kg/乾燥容量6kg）
- BD-SV110AL/SV110AR（2016年9月発売・洗濯容量11kg/乾燥容量6kg）
- BD-NV110AL/NV110AR（2016年11月発売・洗濯容量11kg/乾燥容量6kg）
- BD-NX120AL/NX120AR（2016年11月発売・洗濯容量12kg/乾燥容量6kg）※「洗乾たっぷり7kg」コース設定時、洗濯～乾燥容量は7kg

### 2017年モデル
全ての機種で乾燥フィルターの構造が一新され、上部から取り外し、ケースを引くだけでホコリがはがれ落ちる構造となった（水洗いも可）。また、BD-SV110B/NV110B/NX120Bの3機種は、縦型洗濯乾燥機「ビートウォッシュ（DV系・DX120B）」の2017年モデル同様に、使用する洗剤の種類や汚れの量に応じて、溶かし時間の調整・洗い時間の延長・すすぎ回数の変更（2回→1回）を自動で行う「洗剤・汚れ」センサーシステムを搭載した（要設定）。
カラーバリエーションはBD-SV110BとBD-NX120Bはホワイトに替わってシルバーを追加（シャンパンは継続設定）し、BD-NV110Bもホワイトからシルバーに変更した。BD-SG100BLはBD-SG100ALと同様、ホワイトとなる。
- BD-SG100BL（2017年9月発売・洗濯容量10kg/乾燥容量6kg）
- BD-SV110BL/SV110BR（2017年9月発売・洗濯容量11kg/乾燥容量6kg）
- BD-NV110BL/NV110BR（2017年9月発売・洗濯容量11kg/乾燥容量6kg）
- BD-NX120BL/NX120BR（2017年9月発売・洗濯容量12kg/乾燥容量6kg）※「洗乾たっぷり7kg」コース設定時、洗濯～乾燥容量は7kg

### 2018年モデル
まず、幅スリムタイプのSGとSV、奥行スリムタイプのNVの3機種をモデルチェンジ。SVとNVは乾燥時のドラム槽の回転数制御見直しにより、「湿度コントロール」の適応範囲を約4.5kg以下までに拡大されたほか、「ナイアガラ洗浄」は縦型洗濯乾燥機「ビートウォッシュ（DV系）」の2018年モデルと同様、センサーによって投入された洗剤の種類を検知する機能が追加され、液体タイプの場合はドラムの一方向の回転数を上げて回す洗い方、粉末タイプの場合は時間をかけて洗剤をしっかり溶かしてからドラムを左右に反転する洗い方と、洗剤の種類に応じた溶かし方と洗い方を行うようになった。「ナイアガラ洗浄」の改良に伴い、2017年モデルで搭載された「洗剤・汚れ」センサーシステムは洗い時間の延長とすすぎ回数の変更のみとなり、「汚れすっきり」センサーシステムとなった。また、洗濯槽背面の振動を抑える摩擦ダンパーが搭載され、NVは洗濯容量がNXと同じ12kgに大容量化された。
同年11月には、奥行スリムタイプの最上位モデルであるNXをモデルチェンジし、幅スリムタイプの最上位モデルとなるSXを追加発売。共通でNXに搭載されていた2種類のセンサーシステム（ecoと洗剤・汚れ）を統合し、洗剤センシングを2018年モデルのSVやNV同様に洗剤の種類に応じて洗い方を変える方式に変更し、さらに、布動き（布の動きをみてたたき洗いの効果が最大になるように回転数をコントロール）を追加し「AIお洗濯」として搭載された（布量・洗剤・布動きは「AIお洗濯」の設定の有無にかかわらずセンシングされる）。さらに、NXはスマートフォン向けアプリ「日立洗濯機 ビックドラムアプリ」との連携に対応し、アプリからのダウンロード経由で最大3つまでコースの追加が可能で、呼び出すための「ダウンロードコース」ボタンを備えている（なお、アプリを利用するには、インターネット環境と無線LANルーター(セキュリティー対策のため、暗号化方式WPAまたはWPA2[いずれもTKIPまたはAES]の設定が可能で、IEEE802.11b/g/nのいずれかの通信方式に対応していることが必要)を用意し、「日立の家電品お客様サポート」への事前登録が必要）。SXは「ビッグドラム」で初となる「液体洗剤・柔軟剤自動投入」機能を搭載。タンクはハンドルを備え、タンク単独で自立するため、洗濯機から取り出しての補充も可能である。また、操作パネルの温水ミスト時間・洗い時間・すすぎ回数・脱水時間・乾燥時間はNVやNX同様、デジタル数字表示となる。
カラーバリエーションはBD-SV110Cはシャンパンのみに集約され、BD-NV120Cはシルバーからシャンパンに変更された。BD-SG100CLはBD-SG100BLと同様、ホワイトとなる。BD-NX120CとBD-SX110Cは共に新色で、BD-NX120Cはステンレスシルバー、BD-SX110Cはロゼシャンパンとなる。
- BD-SG100CL（2018年9月発売・洗濯容量10kg/乾燥容量6kg）
- BD-SV110CL/SV110CR（2018年9月発売・洗濯容量11kg/乾燥容量6kg）
- BD-SX110CL/SX110CR（2018年11月発売・洗濯容量11kg/乾燥容量6kg）
- BD-NV120CL/NV120CR（2018年9月発売・洗濯容量12kg/乾燥容量6kg）
- BD-NX120CL/NX120CR（2018年11月発売・洗濯容量12kg/乾燥容量6kg）

### 2019年モデル
まず、幅スリムタイプの最上位モデルのSXをモデルチェンジ。2018年モデルでNXに搭載されたスマートフォン連携機能が新たに搭載された（なお、「日立洗濯機 ビックドラムアプリ」は機能追加や「ビートウォッシュ」のBW-DX120Eにも対応したことに伴って「洗濯コンシェルジュ」アプリに改称された）。
また、遅れて奥行スリムタイプの最上位モデルNXもモデルチェンジ。奥行スリムタイプの特徴である大容積を活かし、「おいそぎ」コースでは風量や乾燥温度などの制御見直しによって、2018年モデルのNX120Cに比べて運転時間を約3分短縮。また、「スチームアイロン」コースでは温度やドラム回転などの制御見直しにより、衣類2枚までの15分コースを10分コースに、衣類4枚までの30分コースを20分コースにそれぞれ運転時間を短縮するとともに、衣類1枚の5分コースが新設。2018年モデルでSXに搭載された「液体洗剤・柔軟剤自動投入」機能も新たに搭載された。
なお、幅スリムタイプのSG・SV、奥行スリムタイプのNVもモデルチェンジ。SVとNVは2018年モデルのSX・NX同様に、2種類のセンサーシステム（eco・汚れすっきり）が統合されて「AIお洗濯」に改良。SGは操作パネルのデザインが白から黒に変更された程度で、機能・性能は2018年モデルのSG100CLに準じる。
カラーバリエーションはBD-SV110EとBD-NV120Eはシャンパンから2016年モデル以来となるホワイトに、BD-NX120Eはステンレスシルバーからステンレスシャンパンにそれぞれ変更。BD-SG100EとBD-SX110Eは2018年モデルのカラーが踏襲される。
- BD-SG100EL（2019年8月発売・洗濯容量10kg/乾燥容量6kg）
- BD-SV110EL/SV110ER（2019年8月発売・洗濯容量11kg/乾燥容量6kg）
- BD-SX110EL/SX110ER（2019年9月発売・洗濯容量11kg/乾燥容量6kg）
- BD-NV120EL/NV120ER（2019年8月発売・洗濯容量12kg/乾燥容量6kg）
- BD-NX120EL/NX120ER（2019年11月発売・洗濯容量12kg/乾燥容量6kg）

### 2020年モデル
まず、幅スリムタイプのエントリーモデルであるSGをモデルチェンジ。遅れて、幅スリムタイプのSV・SX及び奥行スリムタイプのNV・NXがモデルチェンジされた。
全モデル共通で、「おしゃれ着」コースの容量が3kgにアップされ、乾燥フィルターのメッシュ部にステンレスコーティングが施された。
SV・SX・NV・NXには、ライオンと共同開発した新コースとして、汚れのついた部分に洗たく用洗剤を直接塗布した衣類に高速風を当て、洗剤の水分を蒸発させることでライオンが提唱する「塗布放置洗浄」の放置時間を12時間から約90分に大幅短縮し、洗剤をより高濃度な状態にして汚れを分解させ、「ナイアガラ洗浄」の特長である大流量のシャワーで洗浄する「洗剤直ぬり」コースを搭載。NVとNXはヒーターや送風ファンなどの制御見直しにより、乾燥容量が7kgにアップした。
SGは操作パネルが黒基調から白基調となり、「衣類片寄り直し中」・「運転見直し中」の表示が追加されるなどレイアウトが一新され、「消臭除菌」・「花粉」・「槽洗浄」・「槽乾燥」の清潔コースを切り替えるための「清潔」ボタンを新設。また、SV・SX・NV・NXで採用されている、乾燥ダクトにたまったホコリを、洗いやすすぎ時にはシャワーで上から、「自動おそうじ」時にはドラムが回る遠心力を利用して下から水を通すことで洗濯の都度洗い流し、乾燥効率の低下を抑制する「乾燥ダクトクリーンシステム」が搭載された。
カラーバリエーションは全機種、2019年モデルのカラーが踏襲される。
なお、SX・NXは2021年3月30日の本体アップデートで「Google アシスタント」・「Google Nest」に対応し、Google Nestデバイスを通じて運転終了を知らせたり、スピーカーに話しかけることで運転状況や残り時間、洗濯コースなどをその場で確認することも可能となった。
- BD-SG100FL（2020年8月発売・洗濯容量10kg/乾燥容量6kg）
- BD-SV110FL/SV110FR（2020年9月発売・洗濯容量11kg/乾燥容量6kg）
- BD-SX110FL/SX110FR（2020年9月発売・洗濯容量11kg/乾燥容量6kg）
- BD-NV120FL/NV120FR（2020年9月発売・洗濯容量12kg/乾燥容量7kg）
- BD-NX120FL/NX120FR（2020年9月発売・洗濯容量12kg/乾燥容量7kg）

### 2021年モデル
幅スリムタイプのエントリーモデルであるSG、その翌月に幅スリムタイプのスタンダードモデルであるSV、そのまた翌月に幅スリムタイプの上位モデルであるSX及び及び奥行スリムタイプのNXが順次モデルチェンジされ、幅スリムタイプの最上位モデルとなるSTXが新設された。
2020年モデルに搭載されていた「消臭除菌」コースに替わって搭載される湿気を含んだ温風で衣類を加熱して除菌やウイルスの抑制、消臭を行う「除菌清潔プラス」コースと、衣類を洗濯後、本体の外の乾いた空気を取り込みながら乾燥させ、シワを伸ばして仕上げることで6kgおよび7kgまでの衣類を乾燥までSGは約120分、SV・SX・STXは約95分、NXは約99分で完了し、「標準」コースに比べて使用水量や消費電力量を低減させる「快速洗乾」コースを搭載。「おいそぎ」コースは洗濯専用コースとなった。また、SX・STX・NXは本体アップデートが提供された2020年モデルのSX・NXと同じくGoogle アシスタントとの連携にも対応し、Google Nestデバイスを通じて運転終了を知らせたり、スピーカーに話しかけることで運転状況や残り時間、洗濯コースなどをその場で確認することも可能となっている。
SXおよび新モデルのSTXはデザインが一新され、SXはガラスタッチ式操作パネルを、STXは横約19cm、縦約5.9cmの7.8インチワイドカラー液晶タッチパネルを搭載。STXのホーム画面は表示が大きく直感操作が可能なほか、使用頻度が高い機能（自動投入・予約・AIお洗濯・リモート・自動おそうじ・チャイルドロック・温め自動・お湯取・温風ほぐし脱水）は画面右側にアイコンとしてホーム画面やコース選択時に常に一覧表示される。コースを選択すると内容が表示され、選択したコースの説明や、各行程の時間・設定変更が可能となる。使用頻度が高いコースがある場合は「お気に入りコース」に登録することで、ホーム画面から直接選択が可能となる。サポート機能も備わっており、手入れの手順やエラー表示が出た場合の対処方法をイラスト入りの説明画面で表示される。「洗濯コンシェルジュ」アプリとも連動しており、アプリから追加されたダウンロードコースがコース名で表示・選択が可能となり、アプリで洗剤・柔軟剤の銘柄が設定されている場合はタッチパネル上でも銘柄が表示され、タンク内の残量が少なくなったときにはホーム画面のアイコンにも「残量少」を表示して知らせるようになっている。また両機種ともに「スタート/一時停止ボタン」と「電源ボタン」が操作部右下に移動された。
全モデル共通で糸くずフィルターに抗菌材を使用し、くしの本数を増やしてごみを集めやすくする形状に変更、振るだけでごみの除去が可能な「抗菌糸くずフィルター」となった。また、「ヒートリサイクル乾燥」が非搭載となり、2020年モデルまでドアの上部中央に配置していた注意書きのステッカーが本体正面右上に移動し、黒背景の白文字・ひらがなで「あぶないからなかにはいってはいけません。」の文言が入った。
- BD-SG100GL（2021年8月発売・洗濯容量10kg/乾燥容量6kg）
- BD-SV110GL/SV110GR（2021年9月発売・洗濯容量11kg/乾燥容量6kg）
- BD-SX110GL/SX110GR（2021年10月発売・洗濯容量11kg/乾燥容量6kg）
- BD-STX110GL/STX110GR（2021年10月発売・洗濯容量11kg/乾燥容量6kg）
- BD-NX120GL/NX120GR（2021年10月発売・洗濯容量12kg/乾燥容量7kg）

### 2022年モデル
まず、幅スリムタイプのエントリーモデルであるSGがモデルチェンジ。その翌月に幅スリムタイプのSV・SX・STX、奥行スリムタイプのNXの4モデルも一斉にモデルチェンジされた。
幅スリムタイプは外形寸法やドラム容積はそのままで洗濯容量がアップされ、SV・SX・STXは12kg、SGは11kgとなった。併せて、SV・SX・STXは構造が一新され、乾燥ダクト・洗濯槽・ドアパッキンのトリプル「自動おそうじ」で乾燥後のホコリや糸くずを洗い流し、ステンレスメッシュを組み合わせた構造とし、くし形から箱型に形状を変更して大容量化された糸くずフィルターに捕集するすることで本体上部にあった乾燥フィルターをなくし、手入れの手間を軽減する「らくメンテ」を採用。「風アイロン」は乾燥ユニットのヒーター容量をアップし、乾燥ダクトにアルミプレートが採用されたことで、6kgの洗濯から乾燥までの時間を約98分に短縮。洗濯物の様子が確認できるようにドアに透明窓が採用された。SXとSTXに搭載されている「[温水]ナイアガラ洗浄」は温水ヒーターの搭載により、「約15℃温め自動（洗浄力キープ、水温13℃以下のときに作動）」・「約30℃（念入り）」・「約40℃（黄ばみ予防）」・「約40℃消臭」・「約40℃つけおき（黄ばみ除去）」・「約60℃（除菌）」の4つの水温・6コースの選択が可能となった。SGは脱水時間の選択肢から"7分"が無くなった程度で、それ以外の機能は2021年モデルのSG100GLに準じる。SVは「液体洗剤・柔軟剤 自動投入」機能が搭載された。SX・STX・NXで対応している「洗濯コンシェルジュアプリ」は2022年モデルの「ビートウォッシュ」同様に、コンシェルジュ機能に「運転時間からコースを選択」が追加された。
- BD-SG110HL（2022年8月発売・洗濯容量11kg/乾燥容量6kg）
- BD-SV120HL/SV120HR（2022年9月発売・洗濯容量12kg/乾燥容量6kg）
- BD-SX120HL/SX120HR（2022年9月発売・洗濯容量12kg/乾燥容量6kg）
- BD-STX120HL/STX120HR（2022年9月発売・洗濯容量12kg/乾燥容量6kg）
- BD-NX120HL/NX120HR（2022年9月発売・洗濯容量12kg/乾燥容量7kg）

### 2023年モデル
エントリーモデルのSGを皮切りに、SV・SX・STXが順次モデルチェンジされる。なお、NXは2022年モデルをもって廃止。また、本モデルでドア中央に表記されている「BIGDRAM」の英字ロゴがリニューアルされた。
SGは下部の箇所がホワイトからグレーとなり、プッシュボタン式操作パネルのデザインが変更となった程度で、それ以外の機能は2022年モデルのSG110HLに準じる。SVは「洗濯コンシェルジュアプリ」に対応し、SV120Hでは本体に搭載されていた「花粉」コースがダウンロードコースでの対応となった。なお、SX・STXで対応している「わが家流AI」コースが非対応となる違いがある。
SXとSTXは「らくメンテ」の一つである「乾燥経路自動おそうじ」が進化し、乾燥ダクトの手前にホコリを入りにくくするために保護フィルターが2ヶ所設置され、1つ目はシャワーの上から、2つ目はドラムが回る遠心力を利用して下から洗浄。また、日立製洗濯乾燥機で初となるヒートポンプの搭載に伴って熱交換器もシャワーで洗浄されるようになった。「風アイロン」がヒートポンプ式の「らくはや 風アイロン」となったことで時短・節電に寄与すると共に、乾燥時の除湿に水道水を使用しなくなったことで節水にも寄与されるようになった。また、ドラム内の温度の上がり過ぎが抑制されたことで乾燥中でもドア開閉が可能となった（ドラム内の水位や温度によってはドアが開かないことがある）。「ナイアガラ洗浄」は従来上部のみだった「ナイアガラ循環シャワー」を下部にも設けた「ナイアガラ循環2段シャワー」となったことで低水位時でも下部からのシャワーにより高濃度洗剤液の衣類への浸透がしやすくなった。また、「洗濯コンシェルジュアプリ」を通じて追加登録可能なダウンロードコースに「約30℃強力時短」コースが追加された。STXはダンパーを4本に増強して低振動化が図られたことで本体寸法をほぼ保持（2022年モデルに比べて奥行が4mm長くなる程度）したままで日本国内のドラム式洗濯乾燥機で初となる13kgに大容量化された。
- BD-SG110JL（2023年7月発売・洗濯容量11kg/乾燥容量6kg）
- BD-SV120JL/SV120JR（2023年9月発売・洗濯容量12kg/乾燥容量6kg）
- BD-SX120JL/SX120JR（2023年11月発売・洗濯容量12kg/乾燥容量6kg）
- BD-STX130JL/STX130JR（2023年11月発売・洗濯容量13kg/乾燥容量7kg）

### 2024年モデル
エントリーモデルのSGを皮切りに順次モデルチェンジされた。
SGはSG110Jに搭載されていた「除菌清潔プラス」コースがなくなり、「快速洗乾」コースは1.5kgまでの化繊衣類に対応した「化繊」コースに変更。操作パネルには「排水トラップ給水中」の表示がなくなった。
SV・SX・STXは洗濯槽に加えて、乾燥経路（保護フィルター・熱交換器）とドアパッキンを自動おそうじ機能よりも念入りに洗浄する「らくメンテ洗浄」コースを新設（洗濯槽用又は衣類用の塩素系漂白剤を使用）。任意のタイミングで運転可能だが、定期的な運転を推奨しているため、使用状況に応じて操作部パネルで運転するタイミングを知らせるようになっている。糸くずフィルターはラウンド形状に変更されたため、手入れの頻度は約2週間に1回となった。SX・STXは「AIお洗濯」は制御する範囲が乾燥工程にも拡げられ、化繊衣類が多い時には運転時間が短縮されるようになった。「洗濯コンシェルジュアプリ」を通じて追加登録可能なダウンロードコースにはP&Gジャパンと共同開発した「アリエールMiRAi高濃度洗浄」コースを追加。SXは洗濯容量をSTXと同じ13kgに大容量化された一方、「温水ナイヤガラ洗浄」は非搭載となり、SVは「洗濯コンシェルジュ」アプリが非対応化された。また、SVをベースに「AIお洗濯（乾燥制御なし）」と「[温水]ナイアガラ洗浄」を追加し、「洗濯コンシェルジュ」アプリに対応。操作パネルをガラスタッチ式とした洗濯容量12kgモデルのSWが新設された。
- BD-SG110KL（2024年7月発売・洗濯容量11kg/乾燥容量6kg）
- BD-SV120KL/SV120KR（2024年10月発売・洗濯容量12kg/乾燥容量6kg）
- BD-SW120KL/SW120KR（2024年10月発売・洗濯容量12kg/乾燥容量6kg）
- BD-SX130KL/SX130KR（2024年10月発売・洗濯容量13kg/乾燥容量7kg）
- BD-STX130KL/STX130KR（2024年11月発売・洗濯容量13kg/乾燥容量7kg）

### 2025年モデル
SGのみ2024年モデルを継続販売し、それ以外の機種は一斉にモデルチェンジされる。
SW・SX・STXは「AIお洗濯」を改良。脱水工程のセンシングに水温が追加され、洗濯運転時に水温が低いと検知されると自動で脱水時間が延長される。「ハピネス アップ」アプリを通じて追加登録可能なダウンロードコースにはP&Gジャパンと共同開発した「すすぎ剤(レノアクエン酸in)」コースを追加。このコースを用いてすすぎ消臭剤を手動投入口に、柔軟剤を自動投入タンクにそれぞれ入れることで、「標準」コースでは2回目のすすぎ時に柔軟剤との同時投入となるすすぎ消臭剤の投入のタイミングを1回目のすすぎの時に早めることでタイミングをずらし、柔軟剤の香りが衣類へダイレクトに付与されるようになる。また、SXはSX130Kで一度省かれていた「[温水]ナイアガラ洗浄」が復活搭載されたほか、カラーバリエーションを増やし、既存のホワイトに加え、歴代の「ビッグドラム」で初となるダークグレーが追加された。SVはSWに搭載されている「温風ほぐし脱水」や「スチームアイロン」コースが搭載された一方、「ダニ対策」コースが省かれた。
- BD-SV120ML/SV120MR（2025年9月発売予定・洗濯容量12kg/乾燥容量6kg）
- BD-SW120ML/SW120MR（2025年9月発売予定・洗濯容量12kg/乾燥容量6kg）
- BD-SX130ML/SX130MR（2025年9月発売予定・洗濯容量13kg/乾燥容量7kg）
- BD-STX130ML/STX130MR（2025年9月発売予定・洗濯容量13kg/乾燥容量7kg）

## 受賞
2008年モデルの「ヒートリサイクル 風アイロン ビッグドラム」はヒートリサイクル乾燥や高速脱水、ビッグドラム61の採用により消費電力量を抑えたことが評価され、2009年1月に「平成20年度（第19回）省エネ大賞」の「経済産業大臣賞」を受賞した。

## 宣伝
2010年7月から日立アプライアンス（現・日立グローバルライフソリューションズ）が扱う白物家電全般に嵐が起用されていた事もあり、2010年モデルの「ビッグドラム」のCMにはメンバーの一人である大野智が、2014年モデルは二宮和也が、2016年モデルは大野智と松本潤が、2018年モデルは再び大野智が出演していた。2022年6月から日立グローバルライフソリューションズが扱う家電品全般のイメージキャラクターとして芦田愛菜が起用されることとなり、「ビックドラム」としては約4年ぶりとなる洗濯機（タテ型洗濯機「ビートウォッシュ」との共通）のTVCMが制作された。